# Матвєєв Артамон Сергійович
Матвєєв Артамон Сергійович (рос. Матвеев Артамон Сергеевич, 1625 — 15 (25) травня 1682, Москва, Московія)  — московський державний діяч, дипломат, боярин. Мав великий вплив на царя Олексія Михайловича, був прихильником активної московської політики стосовно України і на шляхах до Чорного моря.

## Життєпис
Народився в сімʼї державного службовця Сергія Матвєєва, який їздив послом до Туреччини (1634) і Персії (1643).
У травні 1653 року за дорученням царського уряду Артамон Матвєєв вів переговори з Богданом Хмельницьким. Входив до складу посольства під керівництвом Василя Бутурліна на Переяславській раді в 1654 році. Під час війни з Польщею, зокрема в 1655 році командував стрільцями, які разом з військом Богдана Хмельницького діяли проти польських сил під Камʼянцем-Подільським і Львовом.
У 1669 році призначений начальником Малоросійського приказу, з 1671 — одночасно й начальником Посольського приказу.
У 1672 році під час переговорів Московії з Польщею добився закріплення за Московією Києва.
Вбитий 15 травня 1682 року під час Повстання стрільців.

## Західництво
Боярин Артамон Сергійович Матвєєв особливо цінував відносини і спілкування з іноземцями. Завжди радів, коли на російському грунті приживалися якісь заморські новинки. Наприклад, при Посольському приказі їм була організована друкарня, завдяки чому вдалося зібрати велику бібліотеку.  Він був серед організаторів першої аптеки в Москві. За європейською модою того часу був обставлений і прибраний його будинок. З картинками німецької роботи, розмальованими стелями, годинниками самої вигадливої конструкції. Все це було настільки актуально, що звертали увагу навіть іноземці.
За західним зразком були вибудувані відносини і в родині. Дружина часто з'являлася в чоловічому товаристві. Своєму синові Андрію він дав освіту за європейським зразком. При цьому він приділяв увагу не тільки західному напрямку в зовнішній політиці Московії. Наприклад, з вірменськими купцями їм був укладений вигідний для двору договір про торгівлю перським шовком. Саме Матвєєв став ініціатором того, щоб Молдавський боярин Микола Спафарій відправився розвідувати шлях до Китаю.